# Bonneteau

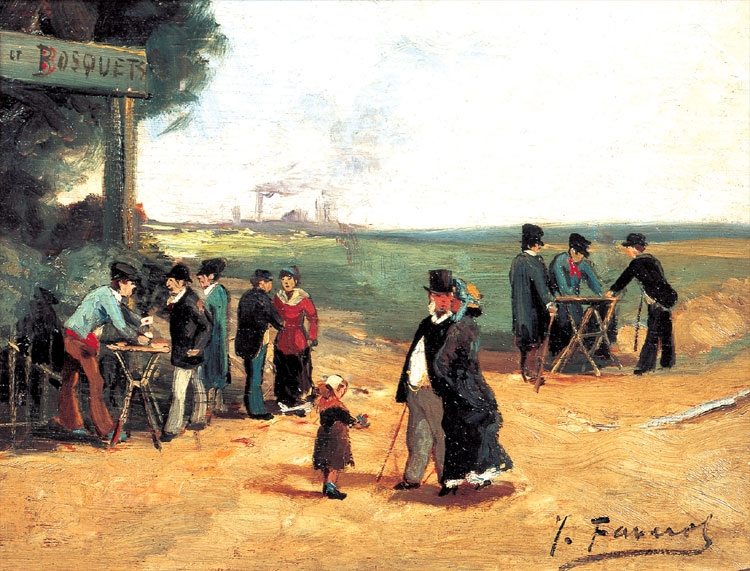
Jeu de bonneteau vers la fin du XIXe siècle. Prestidigitation par Joseph Faverot.

Le bonneteau est un jeu d'argent, un jeu de dupes de l'ordre de l'escroquerie, proposé à la sauvette dans les marchés et dans les lieux publics. Il est pratiqué au moins depuis le XVIe siècle en Angleterre, et encore dans de nombreux pays.

## Appellations
Il est dénommé Kümmelblättchen en allemand, Find the Lady en anglais britannique, Gioco delle tre carte en italien et Three Card Monte en anglais des États-Unis, avec son calque lituanien trijų kortų monte, Komar en arabe maghrébin, טריק שלושת הקלפים en hébreu moderne et bul karayı al parayı en turc.

## Moyens et matériel

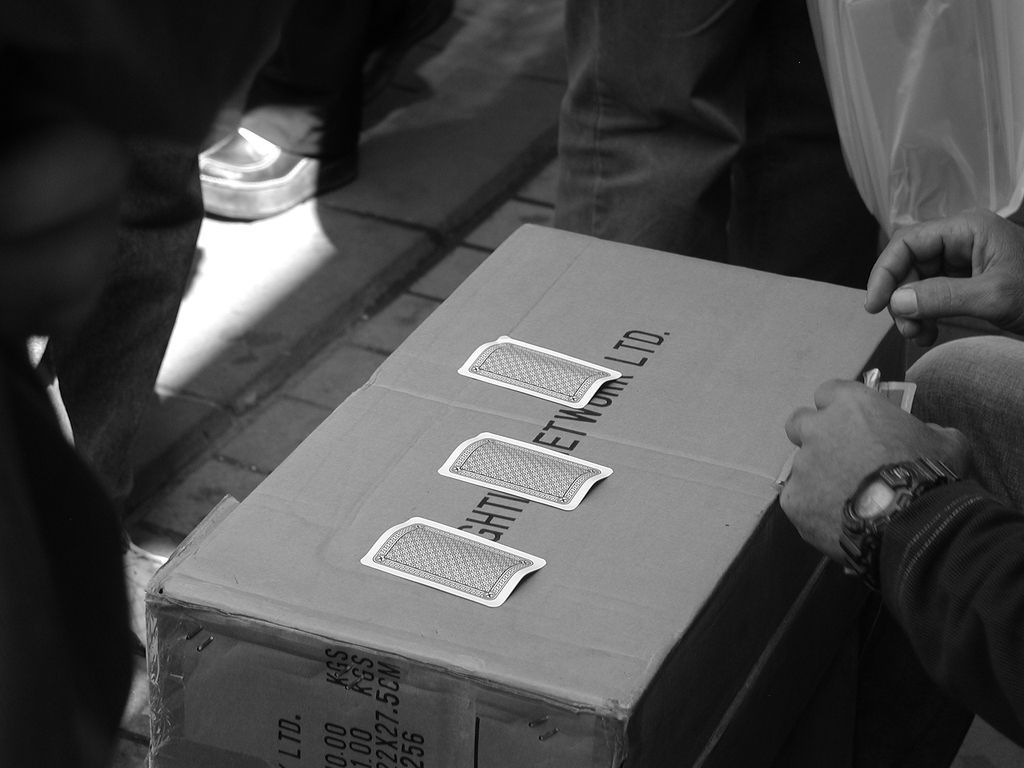
Bonneteau.

Le maître du jeu, ou bonneteur, est un charlatan professionnel assisté de complices parfois appelés barons. Ceux-ci sont chargés de rabattre les clients, de faire le guet, voire de jouer les gros bras pour calmer les perdants revanchards ou récupérer les gains de joueurs ayant eu vent de l'astuce. En partie à cause de cette organisation malhonnête, le bonneteau relève de l'escroquerie et est ainsi illégal dans de nombreux pays. 
Le bonneteau nécessite :
- plusieurs acteurs :
  - un manipulateur,
  - plusieurs larrons (complices),
  - des badauds naïfs et joueurs ;
- du matériel :
  - trois cartes — deux rois noirs et la dame de cœur,
  - une tablette ou un gros carton pouvant servir de table.

Il se pratique généralement dans la rue. Pour rythmer la partie, le manipulateur répète en général à plusieurs reprises : « Elle est où la reine ? Elle est où la reine ? ».

## Principe
Le jeu se fait traditionnellement avec deux cartes noires et une carte rouge, généralement les rois de trèfle et de pique et la dame de cœur (d'où le nom anglais du jeu « Find the Lady », soit « Trouvez la dame »). Le maître du jeu manipule les trois cartes et demande au joueur de miser et de découvrir la carte rouge. Si ce dernier y parvient, il reçoit le double de sa mise ; dans le cas contraire, il l'abandonne.
En pratique, le maître du jeu procède d'abord à plusieurs tours où la carte recherchée est facilement suivie, et au cours desquels les complices misent et gagnent, afin de mettre le badaud en confiance. Dès lors que ce dernier entre en jeu, le maître du jeu modifie la manipulation des cartes.
Le manipulateur tient deux cartes dans l'une de ses mains et montre où elles sont placées. Deux cartes (la carte rouge et l'une des deux cartes noires) sont tenues entre le pouce, l'index et le majeur d'une main, et la troisième dans l'autre main. La carte rouge est placée de sorte qu'elle soit logiquement déposée en premier. La troisième carte ne sert qu'à distraire l'attention. Le manipulateur fait plusieurs déposes des cartes, et la dame est immédiatement identifiée au centre. Le manipulateur peut bouger les cartes pour donner l'impression d'une manipulation faussement excessive et maladroite.
Lorsque le badaud mise son argent, le manipulateur ne laisse plus la carte de la dame rouge (qui est en dessous) s'échapper en premier, mais celle du dessus, ce que la victime peut difficilement percevoir.
Le maître du jeu peut commencer par offrir quelques gains faciles à la victime afin de la mettre en confiance et l'amener à parier plus gros. Dans le cas où le parieur connaîtrait le tour, des larrons sont à proximité, et interviennent pour récupérer la mise.

## Historique
Dans son livre Les Tricheries des Grecs dévoilées, l'art de gagner à tous les jeux, Jean-Eugène Robert-Houdin fait une description de cette tromperie, sans toutefois lui donner de nom. Il indique que ce jeu est interdit sur la place publique, et mentionne un jeu de dés (thimble game) de même type, pratiqué en Angleterre par des parieurs (gamblers).
22 membres d'un gang qui pratiquait l'arnaque au bonneteau à grande ampleur sont arrêtés à Paris fin juin 2023.

## Variantes

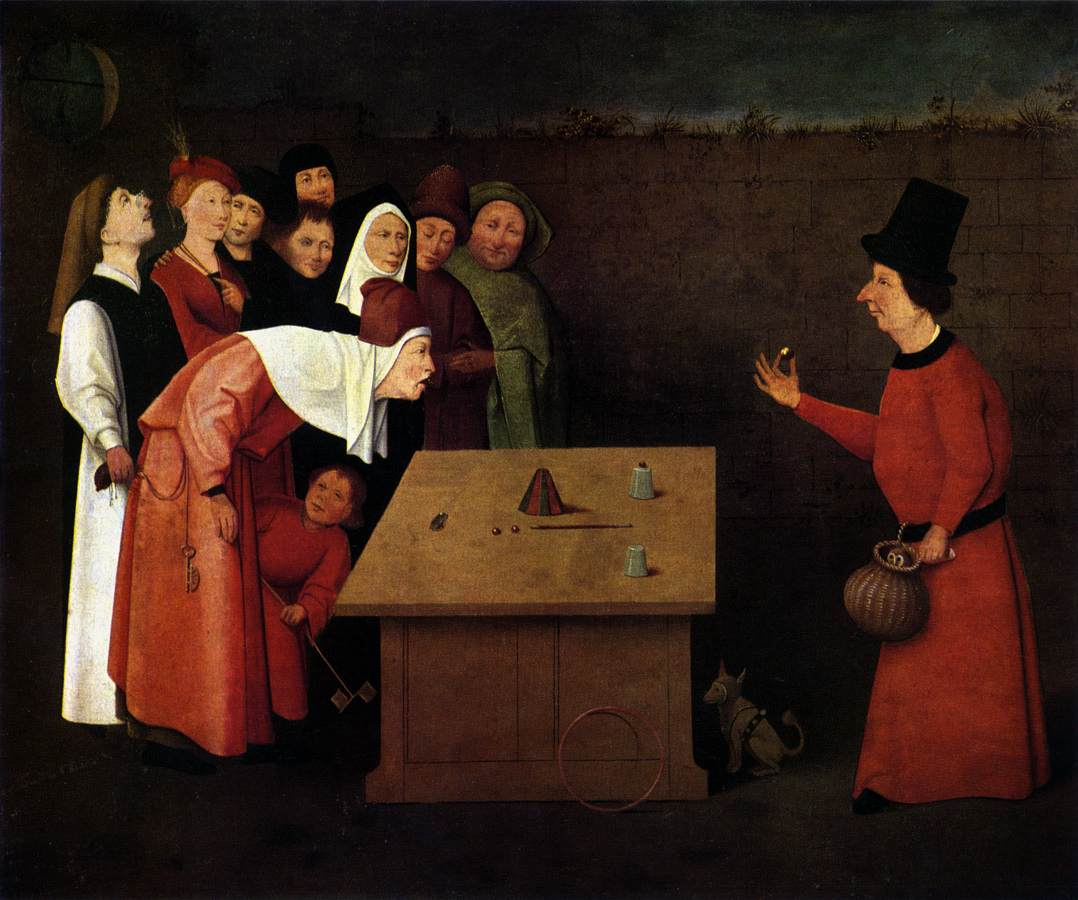
Jérôme Bosch, L'Escamoteur.

Sur le même principe, mais avec des techniques de manipulation un peu différentes, on rencontre parfois des « jeux » consistant à trouver une balle sous trois gobelets ou une fève sous trois coquilles. Cette forme, qui apparaît déjà dans le tableau de Jérôme Bosch l'Escamoteur, a été reprise par la prestidigitation. Les escamoteurs du Moyen Âge employaient pour cela une petite boule de liège appelée muscade, d'où l'expression « passez, muscade ».

## Sanction

### En France

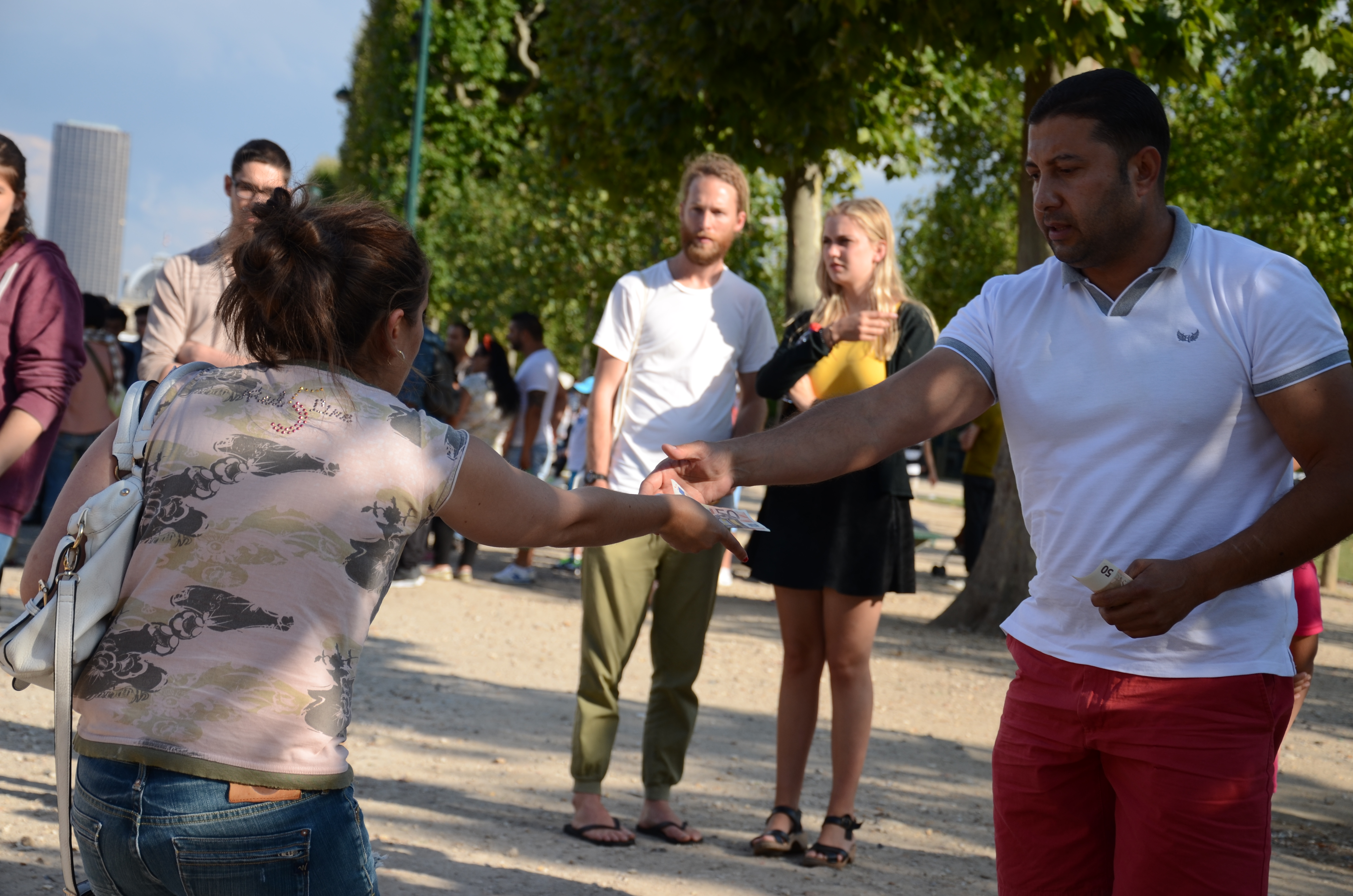
Bonneteau en pleine rue à Paris.

En France, il est interdit en ce qu'il s'agit d'un jeu de hasard sur la voie publique dont l'enjeu est l'argent (article L. 324-1 du Code de la sécurité intérieure). Il peut être également poursuivi sur l'infraction d'escroquerie (article L. 313-1 du Code pénal français). Selon l'article 313-1 du Code pénal, l'escroquerie est passible de cinq ans d'emprisonnement et de 375 000 euros d'amende. Les autorités considèrent le bonneteau comme une activité illégale, et ceux qui y participent, que ce soit en tant qu'opérateur ou complice, peuvent être poursuivis.

### Au Canada
Le bonneteau (three-card monte), mentionné spécifiquement sous ce nom, est interdit en vertu de l'article 206(1)[Quoi ?] du Code criminel du Canada.

## Ressorts psychologiques qui incitent à jouer au bonneteau

### L'illusion de contrôle
Le bonneteau donne l'impression que le joueur peut maîtriser l'issue du jeu grâce à son attention et à sa concentration. Les organisateurs mènent souvent les premières manches de manière que le jeu semble simple, renforçant ainsi l'illusion que le joueur peut facilement deviner où se trouve l'objet et gagner.

### Effet de démonstration
Les escrocs emploient souvent des complices qui gagnent ostensiblement, donnant l'impression que le jeu est honnête et que gagner est non seulement possible, mais aussi fréquent. Cette démonstration renforce la confiance des passants, les incitant à tenter leur chance.

### Pression sociale et groupe
Le bonneteau se déroule généralement dans un cadre où plusieurs personnes sont rassemblées. La présence d'autres personnes qui semblent intéressées ou qui participent au jeu crée une pression sociale. Les passants peuvent ressentir le besoin de se conformer au groupe, ce qui les pousse à participer.

### Appât du gain facile
Le bonneteau exploite la tentation du gain facile. Les passants sont attirés par l'idée qu'ils peuvent gagner de l'argent rapidement avec un effort minimal, surtout si les montants mis en jeu semblent accessibles.

### Manipulation et urgence
Les escrocs créent une atmosphère d'urgence en mélangeant rapidement les objets et en incitant les passants à prendre des décisions rapides. Cette précipitation réduit la capacité des joueurs à réfléchir calmement et à analyser la situation de manière critique.

### Perception erronée de la chance
Certains passants croient que la chance peut tourner en leur faveur, surtout après avoir observé quelques manches. Cette croyance irrationnelle les pousse à tenter leur chance, même si les probabilités de succès sont en réalité manipulées contre eux.

## Pourquoi l'œil d'un être humain n'est pas capable de suivre la balle utilisée au bonneteau?

### Première raison: la limite de la perception visuelle chez l'homme
- Vitesse des mouvements : les mains des escrocs bougent les gobelets très rapidement, souvent plus vite que l'œil humain ne peut suivre avec précision. La vitesse de déplacement des gobelets peut dépasser la capacité de l'œil à suivre les objets en mouvement, un phénomène connu sous le nom de « poursuite oculaire saccadée ». Lorsqu'un objet se déplace rapidement, l'œil fait de petites « saccades » pour suivre le mouvement, créant des instants où l'objet est perdu de vue[12].
- Persistence rétinienne : l'œil humain a une certaine inertie ou « persistence rétinienne », c'est-à-dire que les images restent sur la rétine pendant un court instant après leur perception. Lorsque les gobelets sont déplacés rapidement, cette persistence peut brouiller la perception du mouvement réel, rendant difficile la localisation précise de la balle.

### Deuxième raison: limites cognitives
- Attention limitée : le cerveau humain a une capacité d'attention limitée et ne peut pas se concentrer sur tous les détails en même temps. Les escrocs exploitent cela en ajoutant des distractions, comme des mouvements de main supplémentaires ou des interactions verbales, qui détournent l'attention du joueur de la balle elle-même.
- Surcharge cognitive : la rapidité des mouvements, combinée à des distractions, entraîne une surcharge cognitive. Le cerveau est incapable de traiter toutes les informations visuelles et auditives simultanément, ce qui diminue la capacité du joueur à suivre correctement la balle[13].

### Troisième raison: techniques de manipulation (Misdirection)
- Trompe-l'œil et manipulation de la main : Les escrocs sont souvent des experts en "misdirection" (détournement d'attention) et en manipulation physique. Ils utilisent des techniques de prestidigitation pour déplacer la balle de manière imperceptible. Par exemple, ils peuvent simuler un mouvement sous un gobelet alors qu'en réalité, la balle a déjà été déplacée ailleurs. Cette technique exploite le fait que le cerveau humain tend à anticiper des mouvements logiques basés sur des schémas familiers.
- Mouvements déceptifs : Les escrocs utilisent des mouvements apparemment évidents mais trompeurs, où la main qui semble placer la balle sous un gobelet ne le fait pas réellement. L'œil perçoit ce que le cerveau attend de voir, mais la réalité est différente[14]. Le manipulateur peut par exemple dissimuler la balle éponge entre ses doigts pendant toute la phase de déplacement des gobelets, puis ne glisser la balle sous un gobelet qu'après le choix du joueur.

## Dans la culture populaire

### Cinéma
- Fric-Frac. Réalisateur : Maurice Lehmann, Claude Autant-Lara (1939). Bonneteau aux cartes exécuté par Michel Simon.
- Le Miraculé. Film français réalisé par Jean-Pierre Mocky, sorti en 1987.
- Les Ripoux. Le personnage principal, policier corrompu, rackette un bonneteur de son quartier en jouant une fois par jour. Le bonneteur, le sachant policier, le laisse gagner, par entente tacite, pour qu'on le laisse continuer son arnaque.
- Le Gentleman d'Epsom. Réalisateur : Gilles Grangier. Jean Gabin joue le rôle du « baron » afin de gagner l'argent nécessaire pour payer son entrée à l'hippodrome. La victime est incarnée par l'acteur Paul Mercey.
- La Vérité si je mens !. C'est à la suite d'une partie de bonneteau qui tourne mal que Richard Anconina rencontre Richard Bohringer.
- Mauvais Sang de Leos Carax, 1986. Alex, interprété par Denis Lavant, est un jeune prestidigitateur qui gagne sa vie grâce à de petits larcins et les gains du bonneteau. Son habileté manuelle est d'ailleurs au cœur du récit et du gros coup que lui propose Hans et Marc : voler les cultures du virus STBO.
- Les Rois Mages. Gaspard (Didier Bourdon) et Balthazar (Pascal Légitimus) se baladent dans Paris et assistent à une partie de bonneteau. Comme ils sont mages, ils flairent le truc et empochent la mise, avant d'utiliser leur magie pour duper le bonneteur et les gens.
- La Bataille d'Alger. Ali la Pointe était bonneteur avant de rejoindre le FLN.

### Télévision
- Dans le jeu télévisé Fort Boyard, une épreuve se nomme bonneteau : le candidat doit découvrir sous quel gobelet se trouve une petite clé après manipulation par le personnage du Magicien ; trois petites clés sont nécessaires pour ouvrir les cadenas et récupérer la véritable clé. Il arrive parfois que la petite clé change de gobelet comme par magie pendant le mélange, ce qui rend difficile la progression du jeu ;
- Dans l'épisode Baraka de la série Kaamelott (livre III), un escamoteur (joué par Laurent Gamelon) propose à Karadoc de retrouver une boule de liège sous des gobelets, inventant des concepts farfelus (« l’œil de taupe ») et lui offrant des coups faciles pour l'inciter à dépenser tout son argent. Il essaie ensuite de plumer Perceval, cependant le chevalier se révèle très doué pour ce jeu : non seulement il rachète la mise de Karadoc, mais il amasse en plus des gains considérables, au grand dam de l'escamoteur qui finit par s'énerver. Avec les jeux gallois compliqués (Perceval chante Sloubi, Perceval et le contre-sirop…) l'arithmétique (Sept cent quarante quatre) et la philosophie (L'inspiration), ce jeu fait partie des talents insoupçonnés du chevalier qui d'habitude est complètement idiot et ne comprend jamais rien.
- Dans l'épisode 13 de la saison 9 de X-Files, Improbable (X-Files), où le personnage de Burt Reynolds joue au bonneteau avec un tueur en série.
- Dans l'épisode 14 de la saison 3 de Caméra Café, Cartes sur table.
- Dans l'épisode 55 de la saison 5 de Un gars, une fille, À Hong-Kong.
- Dans l'épisode 4 de la saison 1 des Lapins Crétins : Invasion, un groupe de trois lapins observe une partie de bonneteau entre trois personnes, dont un des braqueurs.
- Dans l'épisode 5 de la saison 2 de The Punisher, Frank Castle (joué par Jon Bernthal) joue avec Amy Bendix (joué par Giorgia Whigham) à ce jeu.
- Dans l'épisode 11 de la saison 3 de Tout le monde déteste Chris, où le personnage de Chris découvre le jeu à ses dépens.